# Tillandsia usneoides
Tillandsia usneoides (L.) L. è una pianta epifita appartenente alla famiglia delle Bromeliacee.

## Distribuzione e habitat
La specie ha un ampio areale neotropicale che si estende dal sud degli Stati Uniti al nord dell'Argentina e del Cile.